# Psorophora marmorata
Psorophora marmorata är en tvåvingeart som först beskrevs av Philippi 1865.  Psorophora marmorata ingår i släktet Psorophora och familjen stickmyggor. Inga underarter finns listade i Catalogue of Life.